# バウムホルダー
バウムホルダー (独: Baumholder) はドイツ連邦共和国 ラインラント＝プファルツ州ビルケンフェルト郡の市。また、バウムホルダー連合自治体 (独: Verbandsgemeinde Baumholder) の行政庁所在地となっている。

## 姉妹都市
- ヴァルク(Warcqs) （フランス 1960年代から）
- デラウェア(Delaware) （アメリカ 2011年3月11日から）